# جو چیانگ
جو چیانگ (انگلیسی: Joe Cheung؛ زادهٔ ۲۴ ژوئیهٔ ۱۹۴۴) کارگردان فیلم، بازیگر، تهیه‌کننده فیلم و فیلم‌نامه‌نویس اهل هنگ کنگ است.
از فیلم‌ها یا برنامه‌های تلویزیونی که وی در آن نقش داشته است می‌توان به در حال‌وهوای عشق، مشت بیدارشده و علائم خشم اشاره کرد.